# Myron Wilkins
Myron A. Wilkins (nacido el 26 de marzo de 1955 y fallecido el 18 de diciembre de 2005) fue un jugador de baloncesto estadounidense. Aunque no llegó a jugar como profesional, jugó para los Estados Unidos, consiguiendo la medalla de bronce en el mundial de Puerto Rico 1974.